# 長野市立加茂小学校
長野市立加茂小学校（ながのしりつかもしょうがっこう）は、長野県長野市西長野町にある公立小学校。

## 概要
長野市街地の北西部、善光寺の南西1km・長野県庁舎の北西800mほどのところに位置する。市街地にほど近いが、裾花川の谷口にあたり学校の北側・西側・南西側には山が迫る。周辺は信州大学教育学部キャンパス・長野県長野商業高等学校などが立地する文教地区である。
本校区においては、1877年（明治10年）に長野学校（現 長野市立城山小学校）から腰村・茂菅村を分離して正誠学校が開校。その後県内で一学区一校制となり上水内郡第一番学区長野学校の茂菅派出所となったが、本校のルーツとはなっていない。
本校は、城山・後町・鍋屋田の各尋常高等小学校の児童数増加に伴い、1914年（大正3年）に加茂尋常小学校として開校するが、1920年（大正9年）に市内一校制となり、長野市立長野尋常高等小学校の加茂部校となる。この際、高等科は後町部校（のちの長野市立後町小学校）のみに設置されたため、本校は尋常科のみが置かれた。のちに長野市域の拡大に伴い一校制は撤廃の方向となり、1926年（大正15年）に加茂尋常小学校として再独立した（高等科は国民学校となったのちの1942年（昭和17年）に設置）。
なお、「加茂」の名は現行の町名にはないが、本校の向かいに加茂神社が鎮座しており、平安時代に賀茂御祖神社（下鴨神社）を勧請したと伝わる。
平成に入って、中山間地の長野市立小田切小学校および中心市街地の長野市立後町小学校の閉校により両校の通学区域を編入したことで、県庁周辺の官庁街・商業地から住宅地、中山間地まで変化に富む広大な通学区域を持つこととなった。
校庭わきには、大正時代に教師・児童が旭山で拾ったどんぐりが成長したどんぐり林があることから、どんぐりが本校の象徴として扱われている。また、本校近くの旭山山麓にはカタクリが自生するが、少なくとも平成20年代から長年にわたり本校児童会が中心となって保護活動を続けており、カタクリ群生地として多くの人が訪れる。
校章は、旧長野市章の五芒星に似た桜の花弁の中に、本校の象徴であるどんぐりの葉を3葉配し、中央に「加」の字を置いたもの。校歌は、勝承夫 作詞・平井康三郎 作曲。

## 沿革
- 1914年（大正3年）4月1日 - 長野市立加茂尋常小学校が開校。
- 1919年（大正8年） - 茂菅分教場を設置。
- 1920年（大正9年）4月1日 - 長野市内一校制となり、長野市立長野尋常高等小学校加茂部校となる。
- 1926年（大正15年）4月1日 - 長野市内一校制が廃され、長野市立加茂尋常小学校として再独立。
- 1941年（昭和16年）4月1日 -  国民学校令施行。長野市立加茂国民学校となる。
- 1942年（昭和17年）3月31日 - 茂菅分教場を廃止。
- 1942年（昭和17年）4月1日 - 高等科を設置。
- 1947年（昭和22年）4月1日 - 学校教育法施行。長野市立加茂小学校となる。
- 1954年（昭和29年） - 開校40周年にあたり、現校歌・校章を制定。
- 1997年（平成9年）3月31日 - 長野市立小田切小学校が閉校。大字塩生乙の一部・大字山田中・大字小鍋・大字広瀬の一部が本校の通学区域となる。
- 2013年（平成25年）3月31日 - 長野市立後町小学校が閉校。妻科・県町・旭町が本校の通学区域となる。

## 通学区域
- 大字茂菅
- 大字西長野
- 大字長野
  - 桜枝町
  - 狐池
  - 旭町
- 大字西長野往生地の一部
- 新諏訪一丁目
- 新諏訪二丁目
- 大字南長野
  - 県町
  - 妻科
- 大字平柴の一部
- 大字塩生乙の一部
- 大字山田中
- 大字小鍋
- 大字広瀬の一部

## 交通
- 長野駅善光寺口からアルピコ交通（川中島バス）73・74・79系統「長野商業高校」下車